# Жеребцова, Александра Андреевна
Алекса́ндра Андре́евна Жеребцо́ва (10 августа 1929, д. Ищеино, Краснинский район, Центрально-Чернозёмная область, СССР — 29 ноября 2021, Липецк) — доярка, животновод, Герой Социалистического Труда (1966).

## Биография
Родилась 10 августа 1929 года в д. Ищеино Краснинского района, Центрально-Чернозёмная область, СССР (ныне в Липецкой области России) в крестьянской семье.
В 1944 году трудоустроилась учётчицей в колхоз «Добрая воля» (впоследствии «Заря коммунизма»). В 1952 году принята на работу дояркой на Каменскую ферму, одна из первых в районе получила более 4 тонн молока от коровы за год. В 1962 году вступила в КПСС. 22 августа 1966 года за трудовую доблесть ей было присвоено звание Героя Социалистического Труда.
В 1969 году становится заведующей племенной фермой. В 1986 году вышла на заслуженный отдых.
Избиралась делегатом 3-го съезда колхозников, членом обкома КПСС, депутатом областного и районного Советов депутатов, многократная участница ВДНХ СССР. В Краснинском районе победителю соревнования среди доярок ежегодно вручался приз имени А. А. Жеребцовой. В 2014 году награждена почётным знаком «За заслуги перед Краснинским районом». В 2015 году в д. Каменка Краснинского района открыта мемориальная доска в её честь.